# Milneland
Het Milneland (Groenlands: Ilimanngip Nunaa) is een onbewoond eiland in de gemeente Sermersooq in het oosten van Groenland. Het is het op twee na het grootste eiland van Groenland.
Het eiland is omgeven door fjorden en maakt deel uit van het fjordencomplex Kangertittivaq (Scoresby Sund). Ten oosten en zuidoosten wordt het eiland begrensd door Hall Bredning, in het zuiden door Rensund en Fønfjord, in het westen door Røde Fjord, in het noordwesten door Snesund en in het noorden door het Øfjord. In het oosten ligt aan de overzijde van Hall Bredning het Jamesonland, onderdeel van Scoresbyland, en in het zuiden het Geikieplateau. In het zuiden ligt aan de overzijde van Fønfjord het Gåseland. In het noorden ligt aan de overzijde van Øfjord het schiereiland Renland.
Het eiland is vernoemd naar de Britse admiraal David Milne.